# 加茂名地区
加茂名地区（かもなちく）は、徳島県徳島市の地域である。徳島市の西部に位置する。
1937年に徳島市へ編入された名東郡加茂名町の領域とほぼ一致する。ただし佐古地区との境界はかなり異なる。

## 地理
徳島市西部、鮎喰川右岸（南東岸）に広がり、古くは鮎喰川の氾濫原だった吉野川デルタの一部を占める。さらに、眉山北西麓を経て分水嶺まで広がる。
東西に平行して走る、北の県道30号と南の国道192号沿線と、蔵本駅周辺が商業地で（鮎喰駅周辺はあまり商業化していない）、他は住宅地である。

### 自然
- 山：眉山（最高点に達す）
- 川：鮎喰川、田宮川

### 町と人口
人口は徳島市による推計（2011年6月）。3世帯以下の丁目・小字の人口は各町の人口から除外されている（地区計には計上されている）。
| 町丁     | 丁目・小字       | 人口  | 注記                              |
| -------- | ---------------- | ----- | --------------------------------- |
| 蔵本町   | 1～3丁目         | 00428 |                                   |
| 蔵本元町 | 1～3丁目         | 00609 |                                   |
| 南蔵本町 | 1～3丁目         | 00318 |                                   |
| 北島田町 | 1～3丁目         | 01816 |                                   |
| 中島田町 | 1～4丁目         | 01939 |                                   |
| 南島田町 | 1～4丁目         | 01584 |                                   |
| 庄町     | 1～5丁目         | 02618 |                                   |
| 南庄町   | 1～5丁目         | 01583 |                                   |
| 鮎喰町   | 1～2丁目         | 01860 |                                   |
| 名東町   | 1～3丁目         | 09661 |                                   |
| 加茂名町 | 小字             | 00208 |                                   |
| 佐古     | 八番町 6・7番    | 00034 | 一～八番町のうち。                |
| 南佐古   | 八番町 5番       | 00092 | 一～八番町のうち。                |
| 北矢三町 | 四丁目 1～5・9番 | 00092 | 一～四丁目のうち。                |
|          |                  | 00005 | 3世帯に満たない丁目・小字の合計。 |
| 計       |                  | 23397 |                                   |

町境と一致しない地区境のうち、北矢三町内を通る地区境は、加茂町編入前の旧市町村境とほぼ一致している。しかし、佐古・南佐古内を通る地区境は、加茂名町編入前の旧市町村境とは大きく異なる。

### 隣接地区
国府地区・不動地区とは鮎喰川を介して接しており、橋で結ばれている。八万地区・上八万地区とは眉山山中で接している。加茂地区・佐古地区とは市街が連続している。

## 歴史

### 名の由来
諸説あるが、「加茂郷」と「名方郷」の合成だとする説が最も支持されている。

### 加茂郷
加茂郷は平安時代にこの地区または周辺にあった郷で、その正確は位置については諸説あるが、『大日本地名辞書』は加茂地区から加茂名地区にかけてとする。考古学からは、「加毛」と書かれた平安時代の墨書土器が庄町から出土したことから、加茂名地区・佐古地区（庄町・蔵本町・佐古）とする説が有力である。

### 加茂名町・加茂名村
1889年10月1日、町村制施行により加茂名村（1915年11月10日より加茂名町）が成立した。
現在の加茂名地区のほぼ全域を含んだが、徳島市との市町村境は、現在の佐古地区との地区境とかなり異なった。現在の佐古六番町～八番町のそれぞれ一部と南佐古六番町～八番町が、加茂名町だった。一方、佐古八番町のうち加茂名地区に含まれるエリアの一部（八番町6番の一部）は、加茂名町ではなく、徳島市佐古町だった。

### 年表
- 0896年00月00日 - 名方郡が名東郡と名西郡に分割。
- 1699年00月00日 - 袋井用水の水源地が完成。以後3代かけて用水が整備された。
- 1889年10月01日 - 町村制施行に伴い、名東郡に加茂名（かもみょう）村が誕生した。
- 1915年11月10日 - 加茂名村が町制施行し加茂名（かもな）町となった。
- 1937年04月01日 - 加茂名町が、八万村と共に徳島市に編入された。

### 旧村・旧大字との対応
市町村制以前の町村、市町村制下（加茂名町編入前）の市町村・旧大字、加茂名町編入直後の町、現在の町。
| 旧町村       | 旧市町村            | 旧大字       | 編入時の町   | 現在の町                                     |
| ------------ | ------------------- | ------------ | ------------ | -------------------------------------------- |
| 庄村         | 加茂名村 ↓ 加茂名町 | 庄           | 庄町         | 庄町・南庄町・鮎喰町・加茂名町               |
| 島田村       | 加茂名村 ↓ 加茂名町 | 島田         | 島田町       | 北島田町・中島田町・南島田町・北矢三町の一部 |
| 東名東村     | 加茂名村 ↓ 加茂名町 | 東名東       | 名東町       | 名東町                                       |
| 西名東村     | 加茂名村 ↓ 加茂名町 | 西名東       | 名東町       | 名東町                                       |
| 蔵本村の大半 | 加茂名村 ↓ 加茂名町 | 蔵本の大半   | 蔵本町の大半 | 蔵本町・蔵本元町・南蔵本町・南佐古の一部     |
| 蔵本村の大半 | 加茂名村 ↓ 加茂名町 | 蔵本の大半   | 蔵本町の大半 | 佐古の一部                                   |
| 佐古町の一部 | 徳島市              | 佐古町の一部 | 佐古町の一部 |                                              |

## 交通

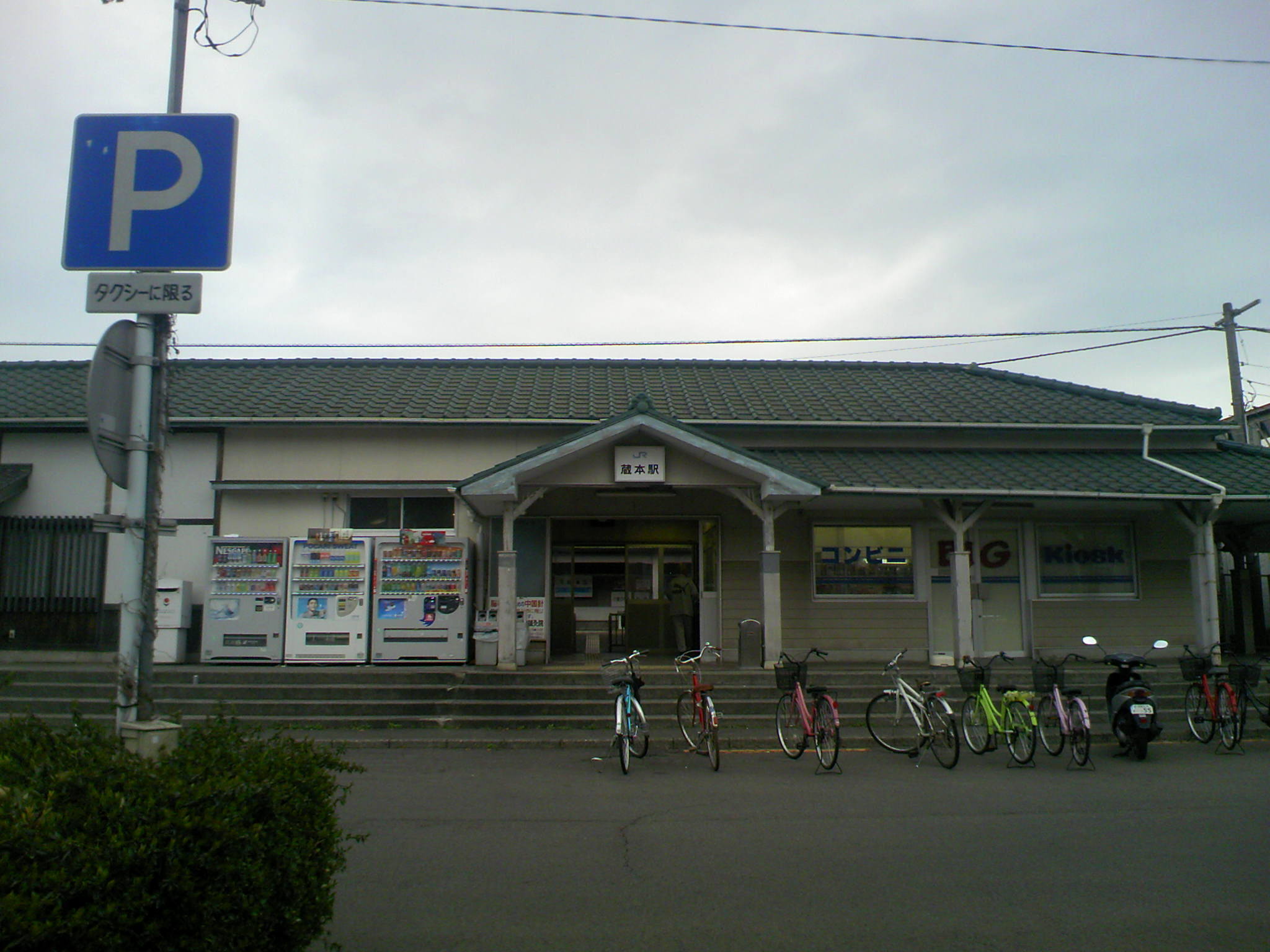
JR蔵本駅

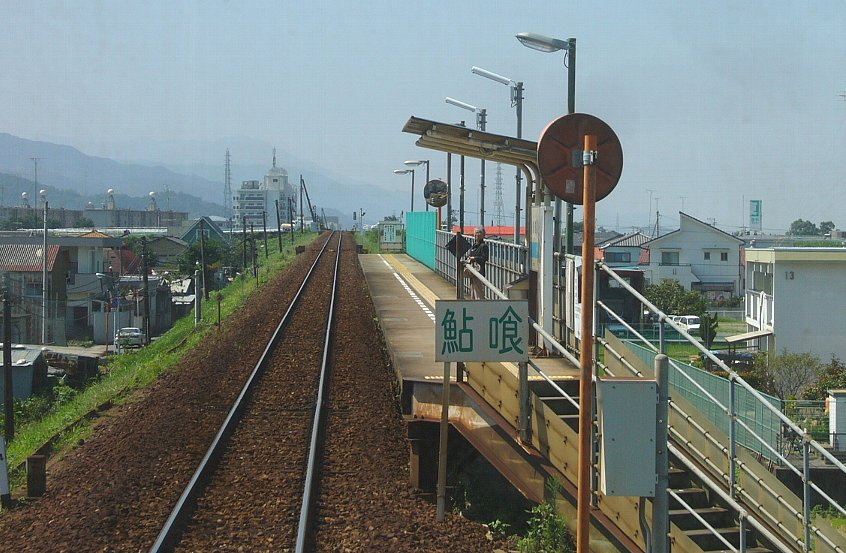
JR鮎喰駅

### 鉄道路線
- 四国旅客鉄道（JR四国）
  - 徳島線: 蔵本駅、鮎喰駅

### 道路
- 一般国道
  - 国道192号
- 都道府県道
  - 徳島県道・香川県道1号徳島引田線
  - 徳島県道15号徳島吉野線
  - 徳島県道21号神山鮎喰線
  - 徳島県道30号徳島鴨島線
  - 徳島県道151号蔵本停車場線
  - 徳島県道203号鮎喰新浜線

## 施設

### 教育機関
- 大学
  - 徳島大学蔵本キャンパス
- 高等学校
  - 徳島県立城西高等学校
- 中学校
  - 徳島市加茂名中学校
- 小学校
  - 徳島市加茂名小学校
  - 徳島市加茂名南小学校
- 幼稚園
  - 徳島市加茂名幼稚園
  - 徳島市加茂名南幼稚園
- 専門学校
  - 徳島県立総合看護学校
- 廃校
  - 徳島県立看護学院
  - 徳島県立看護専門学校
  - 徳島県立徳島テクノスクール

### 公共施設
- 蔵本運動公園
  - 徳島県営蔵本球場
  - 徳島県蔵本公園プール
- 西部公園
- 徳島県立農林水産総合技術支援センター森林林業研究所

### 病院
- 徳島大学病院
- 徳島県立中央病院
- 天満病院

### 名所
- 蔵清水
- 袋井用水

### 社寺・史跡

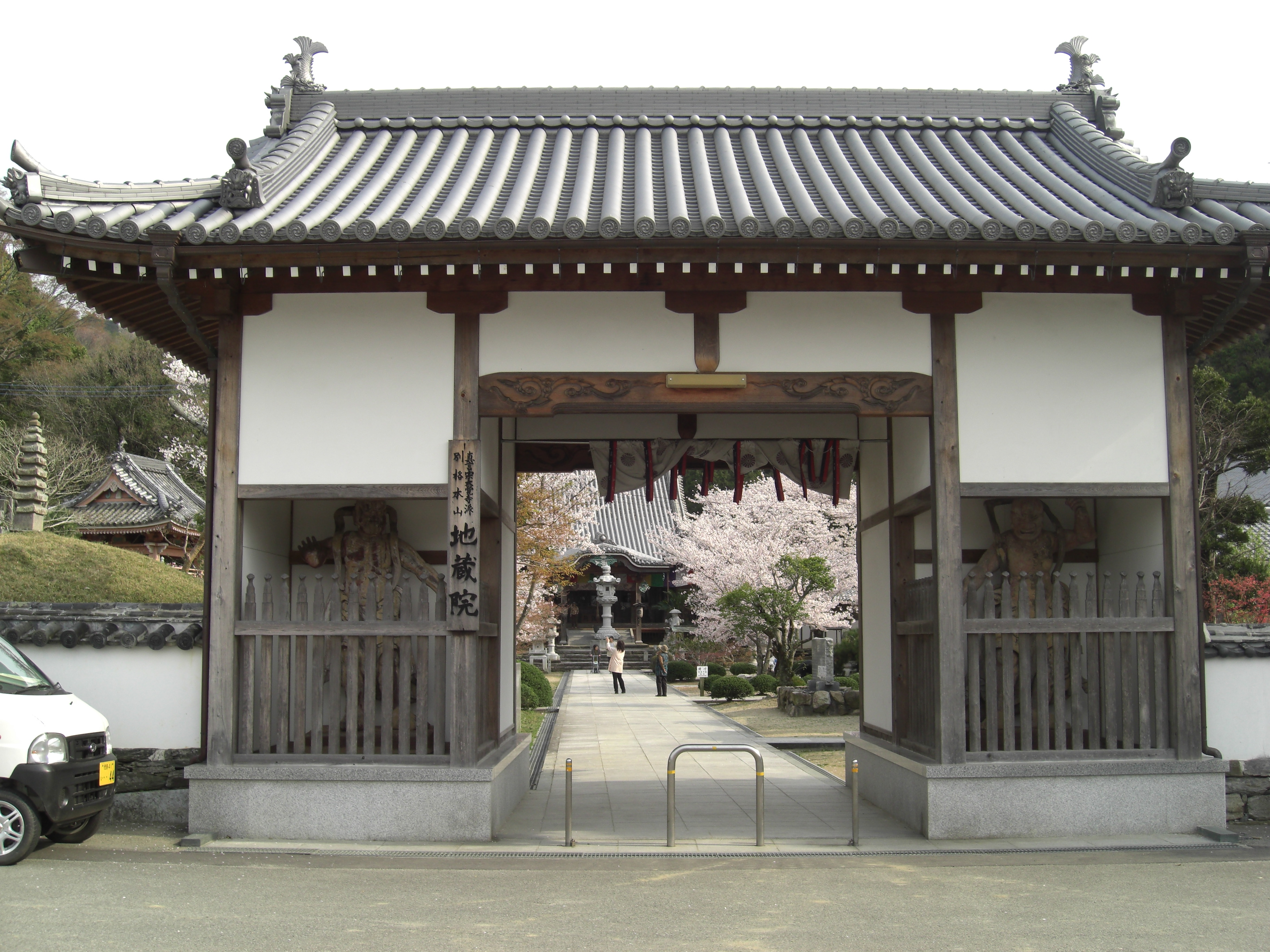
地蔵院

- 八坂神社
- 八幡神社
- 加茂神社
- 地蔵院
- 法谷寺
- 本願寺
- 正善寺